# Vårförgätmigej
Vårförgätmigej (Myosotis stricta) är en växtart i familjen strävbladiga växter. 